# Linda Brown
Linda Carol Brown (Topeka, Kansas, Estados Unidos; 20 de febrero de 1943-25 de marzo de 2018) fue una afroestadounidense conocida por el Caso Brown contra Consejo de Educación de la Corte Suprema de Estados Unidos, que en 1954 acabó con la doctrina de «segregados pero iguales» que regía en la educación pública desde 1896 al considerarla inconstitucional porque no ofrecía a los niños de color una protección igualitaria bajo la ley.

## Biografía
Brown describió en una entrevista de 1985 que el barrio en el que se crio era multirracial, y que "jugaba con niños hispanos, blancos, indios, negros”. A los nueve años, para llegar a su escuela en su ciudad natal de Topeka, Kansas, tenía que realizar un largo trayecto de tres kilómetros de su casa, cruzando una vía de tren y luego tomando un autobús. Por esto, su padre Oliver Brown decidió inscribirla en un colegio más cercano a su casa en septiembre de 1950. Linda cursaba el tercer año de primaria cuando su padre fue matricularse al Sumner Elementary School, pero como la familia esperaba la escuela le denegó la inscripción debido a la segregación porque allí solo estudiaban niños blancos. Ese año la Asociación Nacional para el Avance de Personas de Color (NAACP por sus siglas en inglés) alentó a familias afroamericanas a tratar de inscribir a sus hijos en escuelas solo para blancos. El padre de Linda, fue uno de ellos. Los niños de 13 familias de distintos Estados fueron rechazados, lo que sirvió a la NAACP para presentar una demanda conjunta. Los apellidos de los demandantes se ordenaron alfabéticamente y Brown fue el primero de ellos, lo que dio nombre al caso. El abogado que representó a las familias fue Thurgood Marshall, quien más adelante se convirtió en el primer magistrado de color del Tribunal Supremo. Cuatro años después en su fallo en Brown v. Board of Education, en 1954, la Corte Suprema de Estados Unidos acabó por unanimidad con la doctrina de «segregados pero iguales» que regía en la educación pública desde 1896 al considerarla inconstitucional porque no ofrecía a los niños negros una protección igualitaria bajo la ley.

## Brown contra Consejo de Educación
El Caso Brown contra Consejo de Educación de Topeka, 347 U.S. 483 (1954) es una sentencia judicial histórica de la Corte Suprema de los Estados Unidos que declaró que las leyes estatales que establecían escuelas separadas para estudiantes afroamericanos y blancos negaban la igualdad de oportunidades educativas. El fallo fue dictado el 17 de mayo de 1954, de forma unánime (9-0) por la Corte Warren; y estableció que las «instalaciones educacionales separadas son inherentemente desiguales». Con ello, la Corte Suprema revocó los precedentes existentes desde Plessy contra Ferguson en 1896. Como resultado de esta sentencia, la segregación racial pasó a ser considerada como una violación de la Cláusula sobre Protección Igualitaria de la Decimocuarta Enmienda a la Constitución de los Estados Unidos. Esta sentencia abrió el camino para la integración racial y alcanzar los derechos civiles para los afroamericanos.